# Крістіна Фернандес де Кіршнер
Крісті́на Елі́забет Ферна́ндес де Кі́ршнер (ісп. Cristina Elisabet Fernández de Kirchner, нар. 19 лютого 1953) — аргентинська політикиня, у 2005—2007 роках сенаторка від провінції Буенос-Айрес, у 2007—2015 роках президентка Аргентини, у 2017—2019 роках знову займала посаду у Сенаті, у 2019—2023 роках віце-президентка Аргентини. Удова Нестора Кіршнера, який займав посаду президента Аргентини з 2003 по 2007 роки.

## Життєпис

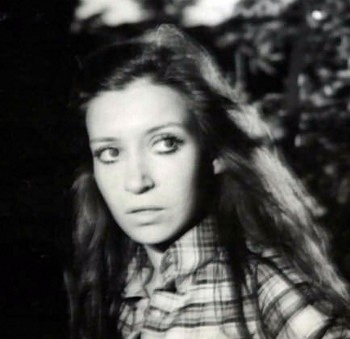
Крістіна Фернандес у 1970-х

Крістіна Фернандес народилася в м. Ла-Плата, провінція Буенос-Айрес. Після закінчення школи навчалась на юридичному факультеті Національного Університету Ла-Плати. Закінчила університет 1979 року. Ще в університеті познайомилася з майбутнім чоловіком і президентом Аргентини — Нестором Кіршнером, одружились 9 березня 1975 року. У цьому шлюбі народила двох дітей: дочку Флоренсію (нар. 1990) та сина Максімо (нар. 1977).
Свою політичну діяльність почала в одній з пероністських партій в 1970-х роках. У часи військової диктатури займалась приватною практикою, працювала адвокатом. У 1989 р. обрана до законодавчих зборів провінції Санта-Крус. Після двох термінів на посаді вона від цієї ж провінції була обрана до Палати Депутатів, а пізніше і до сенату. Переобиралася на посаду 2001 року. 2003 року була головою виборчого штабу її чоловіка Нестора Кіршнера, який переміг на президентських виборах 27 квітня 2003 року.
23 жовтня 2005 р. перемогла у виборах на місце в сенаті країни від провінції Буенос-Айрес.
З наближенням кінця терміну президентства чоловіка, вирішила балотуватися на президентську посаду сама. Отримала впевнену перемогу над конкурентами на виборах у жовтні 2007 і в першому турі з 45,3 % голосів була обрана президентом Аргентини. Таким чином, вона стала першою обраною жінкою — президентом Аргентини. На виборах у жовтні 2011 переобрана на другий термін, отримавши у першому турі 54,1 % голосів.

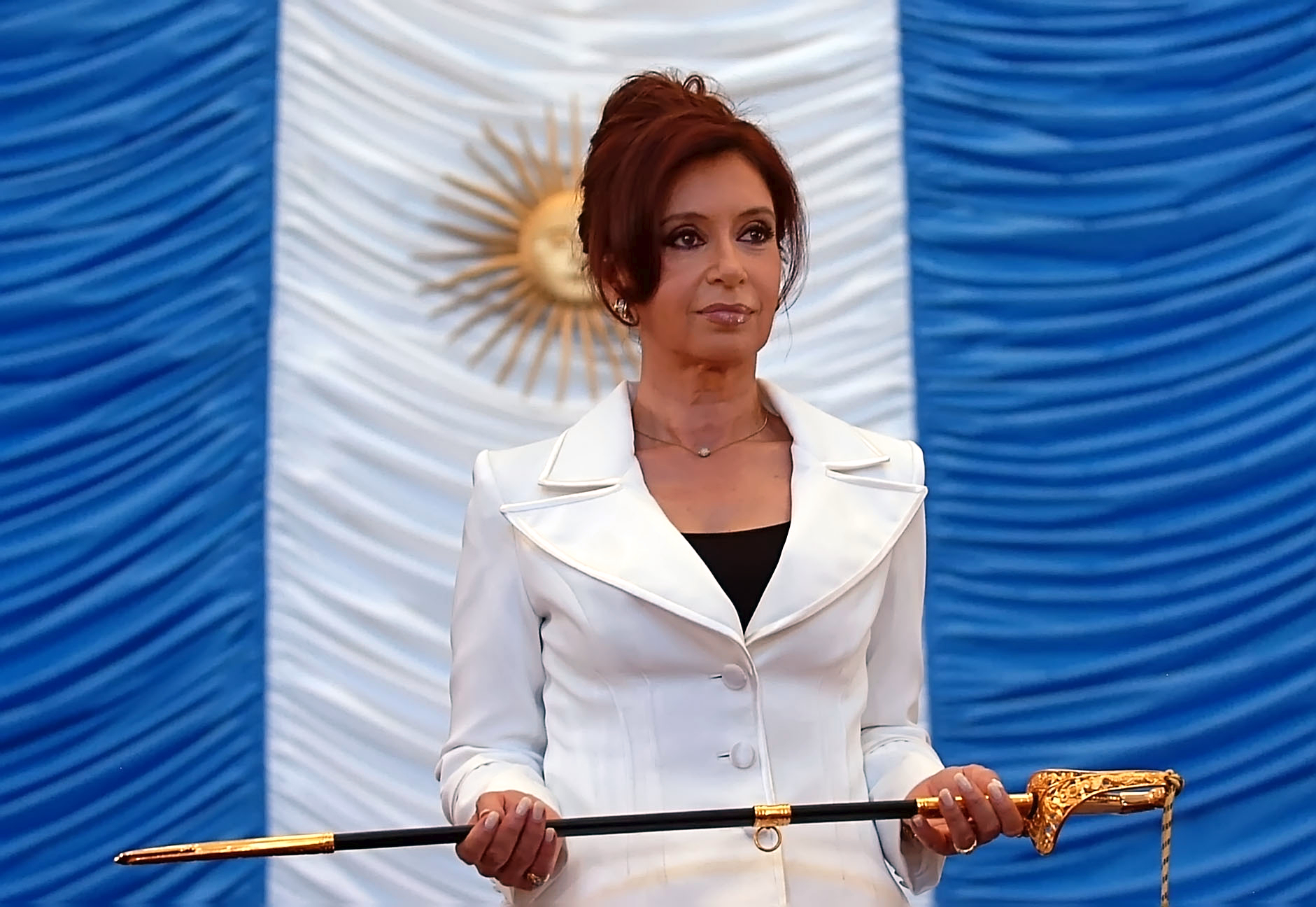
Інавгурація Крістіни Фернандес де Кіршнер (2007)

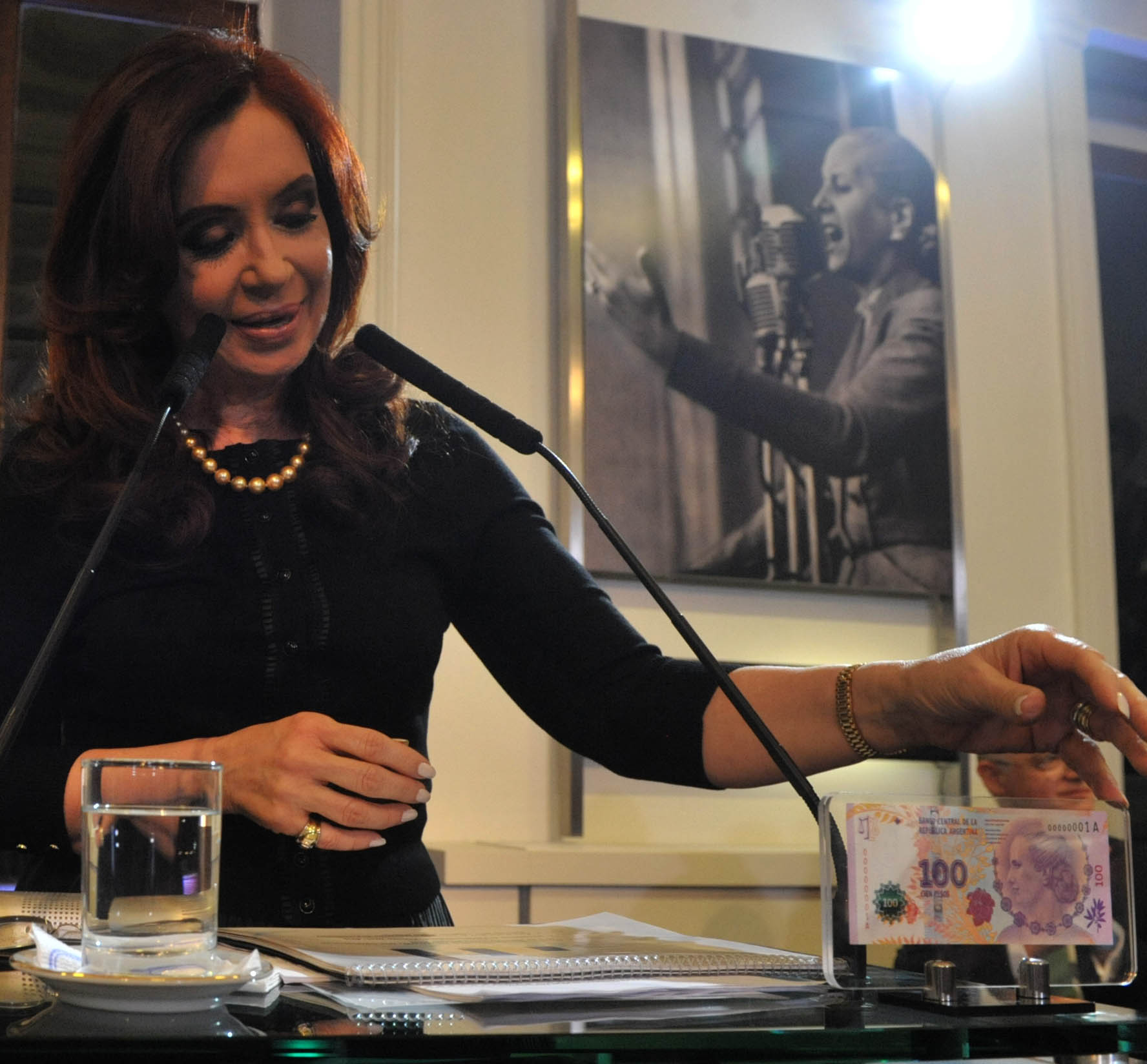
Презентація банкноти у 100 песо з портретом Евіти Перон

Оглядачі відзначають її відмінні ораторські якості, але вказують на дещо поляризуючу для аргентинського суспільства риторику її виступів. Користується підтримкою значної частини суспільства, особливо бідніших верств населення. З обранням на посаду Крістіна Фернандес де Кіршнер ставила собі за мету вирішити низку складних питань в економіці та суспільному житті країни, а саме: подолати високий рівень безробіття, інфляцію, збільшити інвестиції, підвищити рівень довіри до державних інституцій, подолати зростаючий рівень злочинності та бідності серед значної частини суспільства.

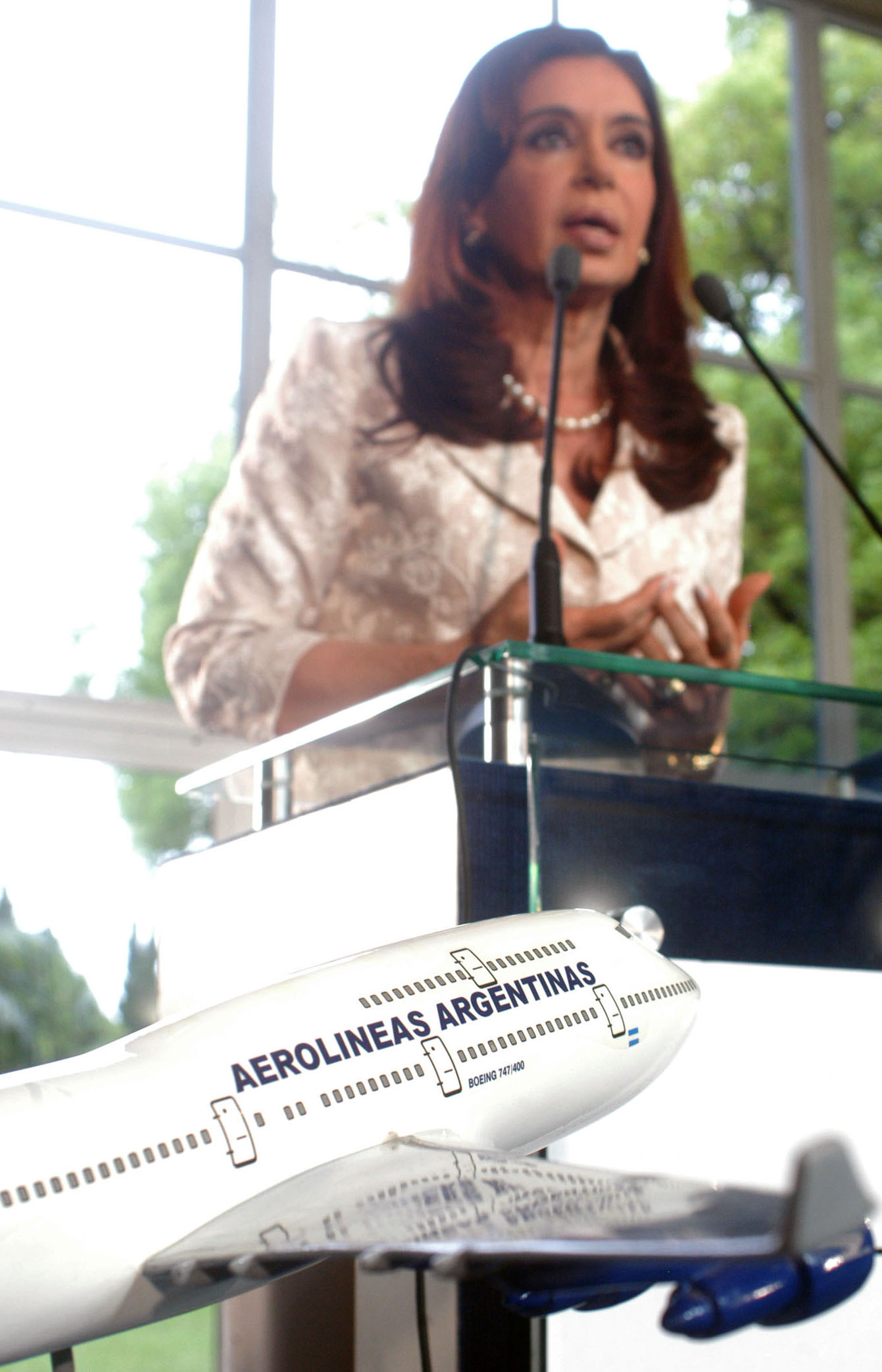
Крістіна Фернандес оголошує про націоналізацію Aerolíneas Argentinas

Її перебування на посаді почалося з конфлікту з підприємцями сільськогосподарського сектора, звільнення голови Центрального банку, націоналізації приватних пенсійних фондів, авіакомпанії Aerolíneas Argentinas, залізниці і низки інших підприємств та установ. Щоб тримати низькими ціни на комунальні послуги низькими, було націоналізовано нафтогазову компанію YPF, а також побудовано низку електростанцій і ліній електромереж, що дозволили значно збільшити виробництво електроенергії в країні.
Було значно збільшено витрати на освіту, які 2012 року досягли 6,8 % ВВП, завдяки чому було відрито декілька сотень шкіл і 9 нових державних університетів. Було введено в дію низку антитютюнових законів. Було розпочато грошові виплати на дітей, виплати постраждалим від бомбардування Травневої площі 1955 року і теракту у Буенос-Айресі 1994 року, додано 4 нових щеплення до календаря вакцинації, зокрема від ВПЛ, додано до списку безкоштовних медичних послуг лікування ожиріння і штучне запліднення. Було створено 5 нових національних парків. Проводилася кампанія з детінізації економіки, в ході якої кількість офіційно працевлаштованих значно зросла. Також було легалізовано 150 тис. нелегальних мігрантів. Згідно з урядовою програмою було прокладено 15 тис. км оптоволоконних ліній, внаслідок чого держава стала монопольним власником інфраструктури мережі інтернет в Аргентині.
За часів президентства Крістіни Фернандес уряд викупив усі права на телетрансляції футбольних змагань, а також Олімпійських, Панамериканських ігор та інших спортивних подій найвищого рівня. Для них було створено окремий державний телеканал, який критикувався опозицією за велику кількість провладної реклами. Було впроваджено систему, згідно з якою щоб відвідати матчі команд Першого дивізіону або збірної Аргентини з футболу, вболівальники повинні були попередньо зареєструватися, надавши своє ім'я, фото, домашню адресу, паспортні дані і відбитки пальців. Це рішення було покликане знизити кількість бійок під час матчів.
Широко відзначалося 200-річчя незалежності Аргентини, на що були виділені значні кошти з державного бюджету.
Крістіна Фернандес де Кіршнер проводила систематичну політику просування ролі жінок в аргентинському суспільстві. У президентському палаці Каса-Росада було створено Салон аргентинських жінок, присвячений видатним представницям мистецтва, науки і політики, і кімнату-музей Еви Перон, у центрі Буенос-Айреса на місці пам'ятника Колумбу було встановлено монументальну скульптуру Хуани Асурдуй, почали друкувати песо з портретом Евіти Перон тощо. Було посилено покарання за сексуальні злочини і введено у кримінальний кодекс новий термін «феміцид» (вбивство жінки), за який передбачено суворіше покарання, ніж за вбивство чоловіка.

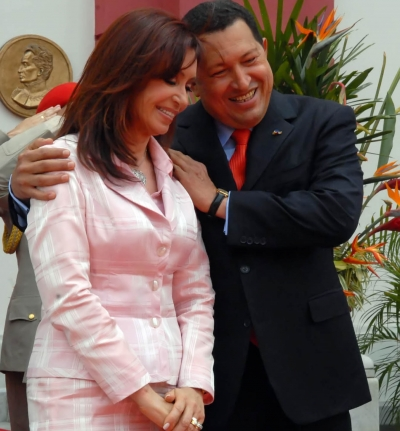
Крістіна Кіршнер і Уго Чавес

Під час правління Крістіни Фернандес де Кіршнер відносини Аргентини з Великою Британією і США погіршилися, натомість взаємини з латиноамериканськими країнами, особливо з Венесуелою і Бразилією, а також Росією і Іраном були добрими. Пожвавилися й аргентинсько-українські відносини, зокрема 2011 року було підписано угоду про взаємне визнання документів про вищу освіту та встановлено двосторонній безвізовий режим.
На президентство Крістіни Фернандес припало завершення процесу перегляду, впорядкування і спрощення нормативно-правової бази Аргентини, завдяки чому вдалося зменшити кількість діючих законів з 32 204 до 3134. Було декриміналізовано наклеп. Було проведено виборчу реформу, за підсумками якої було впроваджено систему праймеріз, знижено вік, з якого можна голосувати, з 18 до 16 років, а також надано право голосу іноземцям, що постійно проживають на території Аргентини. Було запроваджено біометричні паспорти для поїздок за кордон, а також змінено форму внутрішнього посвідчення особи, яка отримала форму пластикової картки з чипом, де міститься інформація про особу, біометричні дані, її медична картка, дані про соціальне і медичне страхування, проїзний квиток для громадського транспорту. Також за часів перебування Крістіни Фернандес на посаді президента в Аргентині було дозволено одружуватися і всиновлювати дітей одностатевим парам, а також було суттєво лібералізоване сімейне право.
Було розпочато широкомасштабну кампанію з роззброєння населення, у ході якої аргентинці здали близько 300 тис. одиниць вогнепальної зброї. Було створено дорожньо-патрульну службу з метою зниження смертності на дорогах. Поновилися судові процеси над членами військової хунти, яка перебула при владі в Аргентині у 1978—1982 роках, кількох високопосадовців тих часів було засуджено.

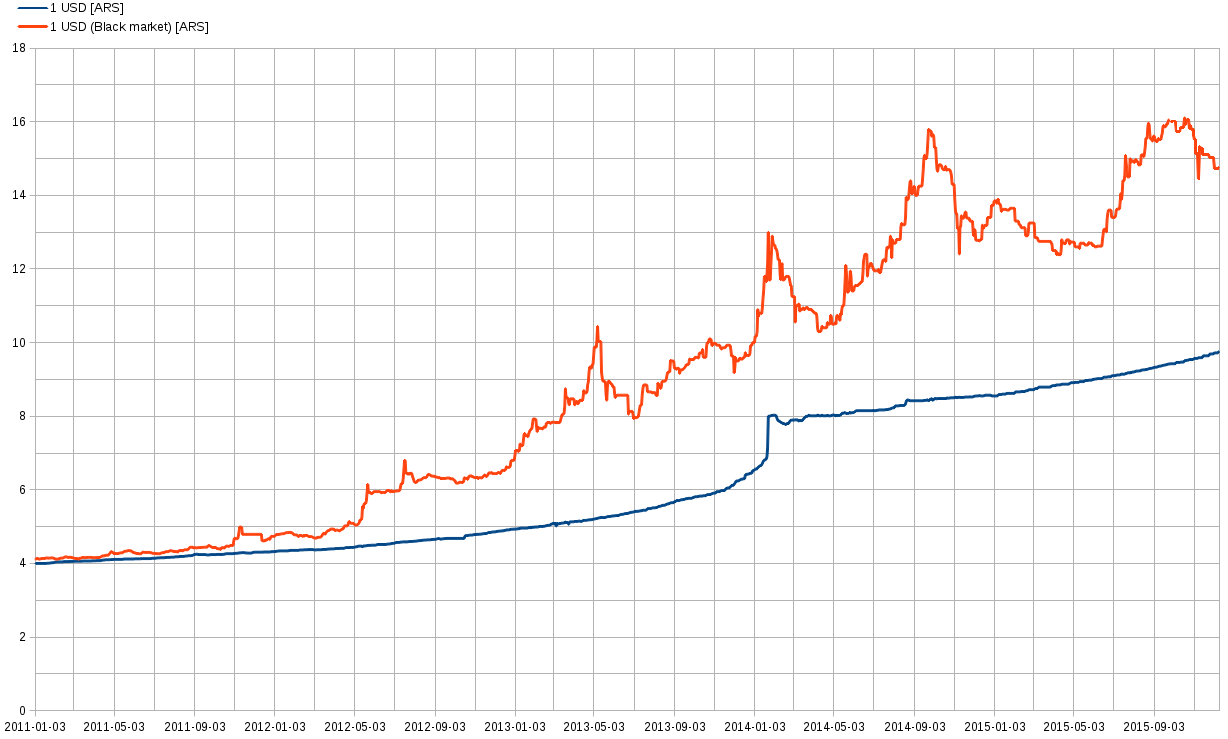
Курс долара в Аргентині (2011—2016): офіційний (синій) і чорний (помаранчевий)

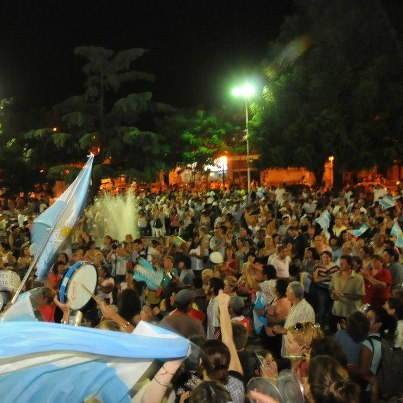
Акції протесту проти К. Фернандес де Кіршнер 8.11.2012, які зібрали понад 2 млн протестувальників

Уряд Крістіни Фернандес провадив політику зменшення державного боргу й обсягів імпорту. Через обмеження імпорту, значно зросли ціни на багато товарів, які традиційно закуповувалися за кордоном, зокрема на техніку й автомобілі, але водночас багато брендів перенесли своє виробництво до Аргентини, щоб уникнути сплати митних зборів. Щоб спинити ріст курсу долара, було впроваджено суворі обмеження на купівлю валюти, що призвело до стрімкого зростання чорного ринку. 2014 року Аргентина пережила суверенний дефолт, хоча уряд відмовився це визнати.
Під час президентства Крістіни Фернандес де Кіршнер, особливо її другого терміну, її дії неодноразово викликали акції протесту населення. Протестувальники переважно висловлювалися проти корупції, кумівства, зростання інфляції і злочинності, утисків свободи слова, занадто активне втручання держави в економіку, а також намагань змінити Конституцію, щоб дозволити президенту переобиратися на третій термін. Багато політологів називали правління Крістіни Фернандес популістським.
Після завершення президентського терміну проти Крістіни Фернандес було відкрито декілька кримінальних справ, зокрема її звинуватили у корупції, відмиванні грошей, розкраданні державних коштів, продажі доларових ф'ючерсів за заниженими цінами, що спричинило падіння песо на 40 %. У грудні 2017 року їй було висунуто підозру у державній зраді через ймовірне покривання причетності Ірану до теракту 1994 року біля ізраїльського центру у Буенос-Айресі, під час якого загинули 85 і було поранено більше 300 осіб. Першим це звинувачення висунув прокурор Альберто Нісман 2015 року, невдовзі після чого його було знайдено мертвим, у причетності до чого також підозрюють екс-президентку. Суддя вимагав арешту Крістіни Фернандес, але оскільки вона була обрана до Сенату на виборах у жовтні 2017 року, вона має депутатську недоторканність і на її зняття потрібна згода парламенту.

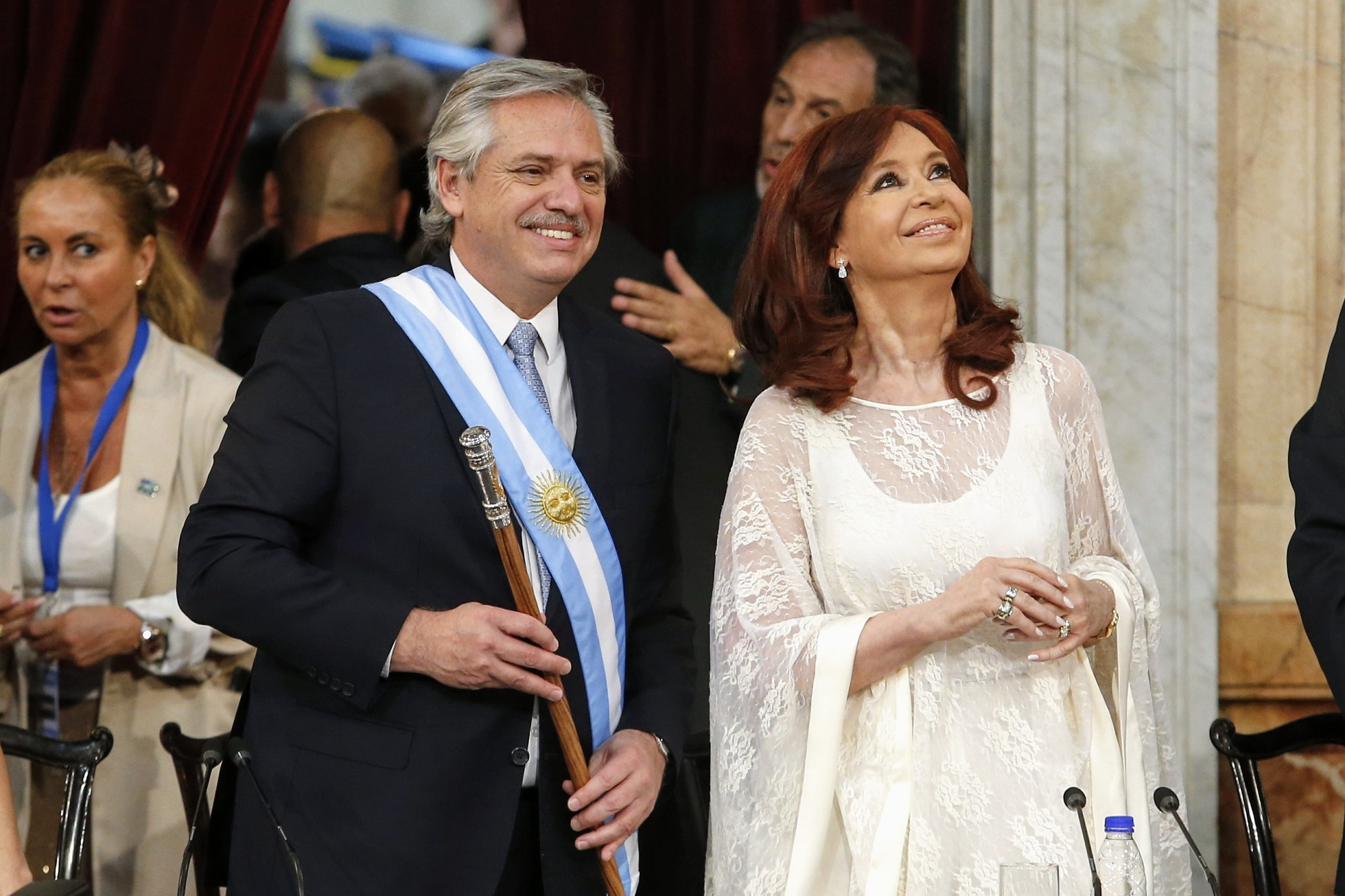
Альберто Фернандес і Крістіна Кіршнер на інавгурації (2019)

У травні 2019 року Альберто Фернандес оголосив про намір балотуватися на посаду президента Аргентини у парі з Крістіною Фернандес де Кіршнер, яка претендує на посаду віце-президента. У серпні того ж року пара Фернадес-Фернандес перемогла на праймеріз, набравши 47 % голосів. Після цієї перемоги в Аргентині різко впав курс песо, а акції аргентинських компаній на Уолл-стріт впали на 62 %. Міністр внутрішніх справ Аргентини Рохеліо Фрігеріо заявив, що у разі перемоги Альберто Фернандеса на президентських виборах країною фактично буде правити Крістіна Кіршнер. 28 жовтня 2019 року було оголошено про перемогу Альберто Фернандеса в першому турі виборів, відтак Крістіна Кіршнер 10 грудня 2019 року заступила на посаду віце-президента Аргентини, на якій мала значний вплив на управління країною і прийняття рішень. Через кризу в країні, яка лише поглибилася під час президентства Альберто Фернандеса через пандемію коронавірусу, партія Frente de Todos, очолювана Крістіною Фернандес, втратила більшість в Конгресі, відтак президент втратив підтримку парламенту і не зміг реалізувати більшість проєктів, які обіцяв у своїй передвиборчій програмі. 1 вересня 2022 року Крістіна Фернандес пережила замах на своє життя. До президентських виборів темпи інфляції досягли більш ніж 10 % на місяць, що стало найвищим показником з 1991 року. Відтак пара Фернандес-Фернандес вирішила навіть не висувати свої кандидатури на президентських виборах 2023 року.
6 грудня 2022 року Крістіну Кіршнер було засуджено на 6 років тюрми із пожиттєвим позбавленням права обіймати громадські посади через корупцію. Після вироку вона подала апеляцію, але 10 червня 2025 року Верховний Суд залишив вирок у силі. Також триває розгялд іншої справи про відмивання коштів, де екс-президентці Аргентини загрожує до 12 років ув'язнення. Сама Кіршнер назвала ці кримінальні справи політичним переслідуванням.